# 迷宮の将軍
『迷宮の将軍』（めいきゅうのしょうぐん、El general en su laberinto）は、コロンビアの作家ガルシア＝マルケスによるスペイン語の歴史小説、1989年に発表され、短期間で世界各国語に訳された。
ラテンアメリカの解放者（リベルタドーレス）だったが、失意にあるシモン・ボリーバルの最後の日々を描いている。　

## 日本語版
- 『迷宮の将軍』 木村栄一訳、新潮社、1991年、新版2007年

| スタブアイコン | サブスタブ | この項目は、まだ閲覧者の調べものの参照としては役立たない、文学に関連した書きかけの項目です。この項目を加筆・訂正などしてくださる協力者を求めています（P:文学、PJ:ライトノベル）。項目が小説家・作家の場合には{Writer-substub}を、文学作品以外の本・雑誌の場合には{Book-substub}を貼り付けてください。 |